# Lorenzo Ghiberti

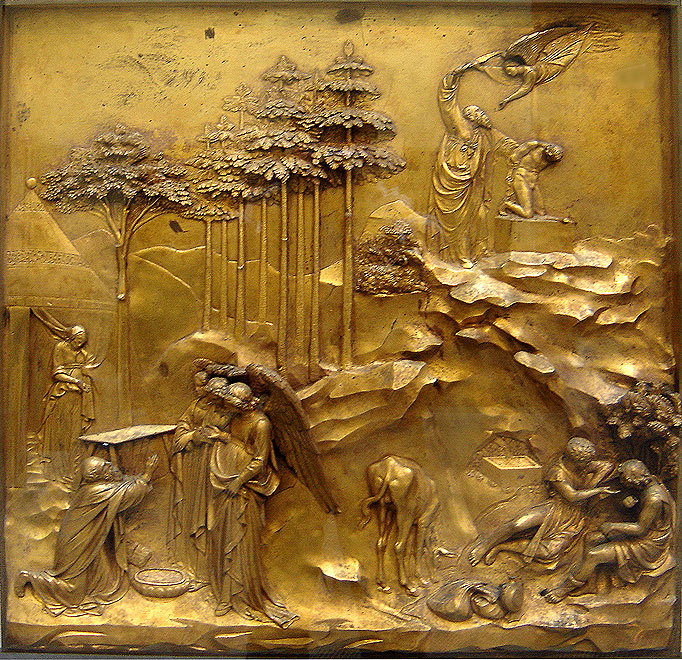
Painel da Porta do Paraíso

Lorenzo Ghiberti (Florença, 1378 - Florença, 1 de dezembro de 1455) foi um escultor italiano renascentista. 
Escultor e fundidor em metal italiano nascido em Pelago, que conseguiu impor, sobre as influências góticas, os novos postulados estéticos inspirados no mundo clássico que caracterizariam a arte renascentista do período Quattrocento (1400-1499) e cuja principal obra foi lavrar as monumentais portas de bronze do batistério de Florença.
Formou-se na oficina do ourives florentino Bartolo di Michele e deixou temporariamente  Florença para trabalhar em Pesaro, como pintor de Sigismondo Malatesta. Regressou a Florença para se candidatar à execução da segunda porta do batistério daquela cidade (1401). O tema escolhido foi o sacrifício de Isaac, e venceu a concorrência com artistas do porte de Filippo Brunelleschi, preservado no Museo Nazionale de Firenze. O trabalho em bronze, caracterizado por mostrar cenas bíblicas com poucos personagens, durou mais de 20 anos (1403-1424), e após terminado foi considerado tão impressionante que ele recebeu também a encomenda da terceira porta do batistério de Florença. Esta obra prima ficou tão bela que mais tarde Michelangelo achou-a digna de ser a Porta do Paraíso.
Além dessas monumentais obras, esculpiu as estátuas de São João Batista, São Mateus e Santo Estevão para Or San Michele, os relevos da pia batismal de Siena e peças de ourivesaria, hoje desaparecidas. Parou de esculpir (1452) e morreu em Florença, deixando uma autobiografia intitulada I commentari. Ele acompanhou o princípio do Renascimento na sua cidade nativa como um escultor em bronze, da mesma maneira que Masaccio na arte de pintar e Brunelleschi em arquitetura.
Em termos gerais, por definição o Renascimento foi um movimento artístico, científico e literário que floresceu na Europa no período correspondente entre à Baixa Idade Média e o início da Idade Moderna, do século XIII ao XVI, com o berço na Itália e tendo em Florença e Roma como seus dois centros mais importantes. Dentre suas inovações mais importantes está o desenvolvimento da perspectiva com um ponto de fuga, usada desde então largamente na arte para criar a ilusão de profundidade e distância, e, cronologicamente, pode ser dividido em quatro períodos: Duocento (1200-1299), Trecento (1300-1399), Quattrocento (1400-1499) e Cinquecento (1500-1599).